# Silberbromat
Silberbromat ist eine anorganische chemische Verbindung des Silbers aus der Gruppe der Bromate.

## Gewinnung und Darstellung
Silberbromat kann durch Reaktion von Silbernitrat mit einer Bromat-Lösung (z. B. von Kaliumbromat) gewonnen werden.
{\displaystyle \mathrm {AgNO_{3}+KBrO_{3}\longrightarrow AgBrO_{3}\downarrow +KNO_{3}} }

## Eigenschaften
Silberbromat ist ein weißer lichtempfindlicher Feststoff, der schlecht löslich in Wasser ist. Er zersetzt sich bei Erhitzung. Er hat eine tetragonale Kristallstruktur mit der Raumgruppe I4/m (Raumgruppen-Nr. 87) und den Gitterparametern a = 860 pm und c = 809 pm sowie acht Formeleinheiten pro Elementarzelle.

## Verwendung
Silberbromat wird als Oxidationsmittel zur Umsetzung von Tetrahydropyranylethern zu Carbonyl-Verbindungen verwendet.